# 기타가와 에리코
기타가와 에리코(北川 悦吏子, 1961년 12월 24일 ~)는 일본의 각본가 겸 영화 감독이다. 기후현 미노카모시 출신이며, 와세다 대학 제1문학부 철학과를 졸업했다. 1989년 각본가로 데뷔했으며, 1992년 《솔직한 그대로》를 통해 큰 성공을 거두며 이름을 알렸다. 다음 해 《아스나로 백서》 등 로맨스 드라마 히트작을 연발하며 '로맨스의 신'이라고 불린다. 2000년 《뷰티풀 라이프》로 제18회 무코다 구니코상을 수상했다. 2009년 영화 《하프웨이》를 통해 영화 감독으로 데뷔하였다.

## 작품 목록

### 드라마
- 1992년 《솔직한 그대로》 (후지 TV)
- 1993년 《아스나로 백서》 (후지 TV) 원작: 사이몬 후미
- 1994년 《네가 있던 여름》 (후지 TV)
- 1995년 《사랑한다고 말해줘》 (TBS)
- 1996년 《롱 베케이션》 (후지 TV)
- 1997년 《마지막 사랑》 (TBS)
- 1999년 《오버타임》 (후지 TV)
- 2000년 《뷰티풀 라이프》 (TBS)
- 2001년 《러브스토리》 (TBS)
- 2002년 《하늘에서 내리는 일억 개의 별》 (후지 TV)
- 2004년 《오렌지 데이즈》 (TBS)
- 2006년 《단 하나의 사랑》 (닛폰 TV)
- 2010년 《솔직하지 못해서》 (후지 TV)
- 2010년 《엄마의 마지막 하루》 (TV 아사히)

### 영화
- 2009년 《하프웨이》: 영화 감독 데뷔작, 감독, 각본, 편집
- 2009년 《천국의 우편배달부》: 한국, 일본 합작, 각본
- 2012년 《새 구두를 사야해》: 각본, 감독

## 일화
- 2009년 한일합작으로 제작된 프로젝트인 '텔레시네마'에 참여한 기타가와는 이전에 한국 드라마 《눈의 여왕》을 보고 감명을 받아 이형민 PD와의 작업을 희망해 《천국의 우편배달부》를 함께 하게 되었다.[1]